# Vika Jigulina
Victoria Corneva (Cahul, República da Moldávia, 18 de fevereiro de 1986), conhecida pelo nome artístico de Vika Jigulina, é uma produtora musical, cantora e disc jockey moldavo-romena. Nascida na Moldávia, mais precisamente em Cahul e filha de pai russo e mãe moldáva, Vika foi criada entre os dois países, tendo dupla nacionalidade.
Em 2000, após se formar pela Rachmaninov, escola de música da Rússia, Vika se muda para a cidade de Timişoara, na Romênia, onde começou seu trabalho como DJ e produtora musical, trabalhando em vários clubes e boates de Timişoara e também na cidade de Bucareste, capital da Romênia, chegando a ganhar um programa semanal na estação de rádio Deea Romena e depois em outra estação, a VIBE FM, onde criou seu reconhecimento nacional pelo trabalho com a música. Nos anos seguintes a artista se tornou referência no trabalho com Progressive Trance, fazendo mixagens com Steve Murrano, ATB, Tomcraft, DOX DJ, Steve Angello, Sebastian Ingrosso, bem como outros artistas.
Em 2006, participou da House Parade, um festival de música eletrônica na Romênia, retornando para uma nova apresentação em 2007. No mesmo ano, também se apresentou na Liberty Parade, aonde voltou a discotecar em 2008. Além disso, participou do festival Arenele Romane. No mesmo ano, Vika conheceu o DJ e produtor musical Edward Maya, com quem iniciou um trabalho de composição e mixagem no ano seguinte, 2009.
Em 19 de outubro de 2009, Vika lança em parceria com Edward Maya o primeiro single de ambos, intitulado Stereo Love. A canção logo se consolidou como um grande sucesso, alcançando o primeiro lugar em torno de dez países, como França, Espanha, Finlândia e Irlanda, além de outras boas posições dentro das dez mais executadas nos países em que foi lançada. O vídeo de Stereo Love foi visto por 49 milhões de pessoas no YouTube, em apenas 8 meses de lançamento, ganhando ainda uma indicação ao NRJ Music Awards, como melhor canção do ano.
Em julho de 2010, This Is My Life, segundo single em parceria com Edward Maya, foi lançado.

## Singles

### Como artista principal
| Título                                                                                        | Ano  | Posições em paradas músicais | Posições em paradas músicais | Posições em paradas músicais | Posições em paradas músicais | Posições em paradas músicais | Posições em paradas músicais | Posições em paradas músicais | Posições em paradas músicais | Posições em paradas músicais | Certificações | Álbum                |
| Título                                                                                        | Ano  | AUT                          | BEL                          | FRA                          | ALE                          | NLD                          | SUE                          | SUI                          | UK                           | EUA                          | Certificações | Álbum                |
| --------------------------------------------------------------------------------------------- | ---- | ---------------------------- | ---------------------------- | ---------------------------- | ---------------------------- | ---------------------------- | ---------------------------- | ---------------------------- | ---------------------------- | ---------------------------- | --- | -------------------- |
| "Stereo Love" (com Edward Maya)                                                               | 2009 | 2                            | 7                            | 1                            | 4                            | 5                            | 1                            | 2                            | 4                            | 16                           | - BEA: Ouro - BPI: Ouro - BVMI: Platina - GLF: Platina - IFPI SUI: Platina - MC: 2× Platina - PROMUSICAE: 2× Platina - RIAA: 2× Platina | The Stereo Love Show |
| "Memories"                                                                                    | 2012 | —                            | —                            | —                            | —                            | —                            | —                            | —                            | —                            | —                            | | Non-album singles    |
| "Love of My Life" (com Edward Maya)                                                           | 2014 | —                            | —                            | —                            | —                            | —                            | —                            | —                            | —                            | —                            | | Non-album singles    |
| "—" indica que a gravação não foi incluída nas paradas ou não foi distribuída naquela região. |      |                              |                              |                              |                              |                              |                              |                              |                              |                              | |                      |

## Ligações Externas
- Vika Jigulina Website
- Vika Jigulina MySpace
- Vika Jigulina Facebook
- Vika Jigulina Twitter